# Verteidigungsbezirkskommando 65

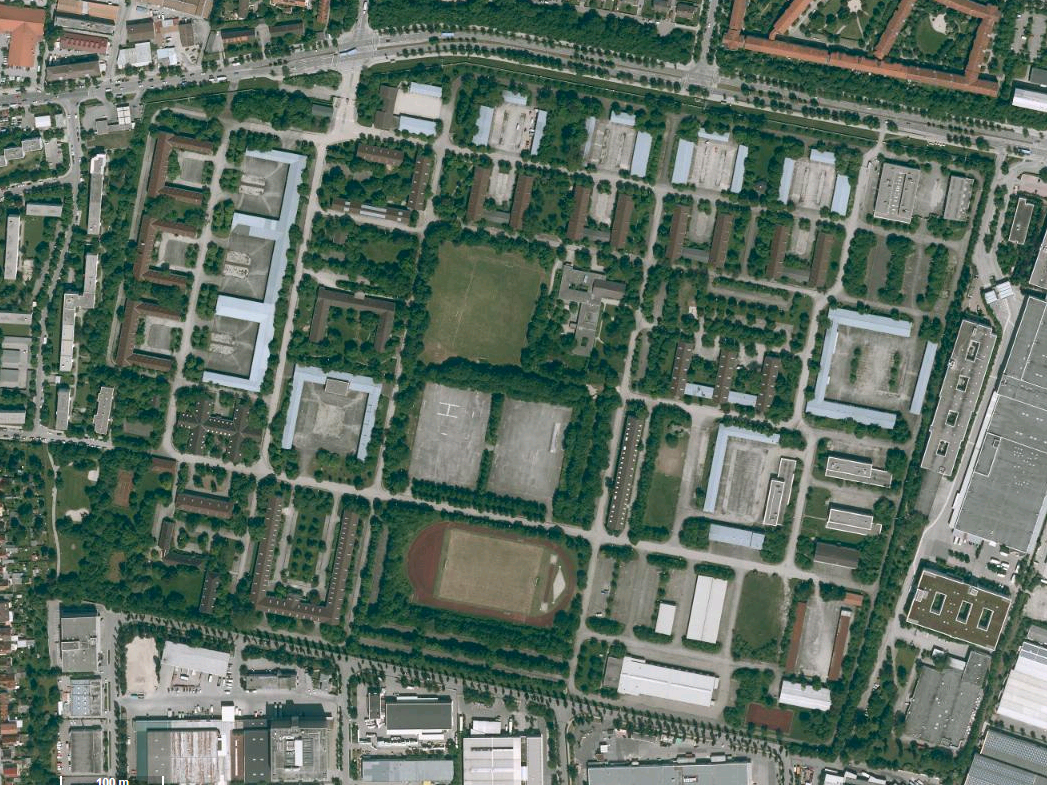
Letzter Stabssitz: die Bayern-Kaserne (Stabssitz war zuvor die Stetten-Kaserne)

Das Verteidigungsbezirkskommando 65 war ein Verteidigungsbezirkskommando der Bundeswehr mit Sitz des Stabs in München. Hauptaufgabe des Kommandos war die Territoriale Verteidigung in seinem Verteidigungsbezirk.

## Geschichte

### Aufstellung
Das Verteidigungsbezirkskommando wurde zur Einnahme der Heeresstruktur II in den 1960er-Jahren als Teil des Territorialheeres ausgeplant und dem Befehlshaber im Wehrbereich VI unterstellt. Angelehnt an die zivilen Verwaltungsgliederung entsprach der Verteidigungsbezirk in etwa dem (Regierungs-)Bezirk Oberbayern. Entsprechend war der Standort des Stabs München.

### Wechsel in die Streitkräftebasis
2001 wurde das Territorialheer aufgelöst. Die Wehrbereichskommandos und Verteidigungsbezirkskommandos wurden der neu aufgestellten Streitkräftebasis unterstellt. Die Wehrbereiche und Verteidigungsbezirke wurden grundlegend neu geordnet und ihre Anzahl reduziert. Das Verteidigungsbezirkskommando wechselte zum „neuen“ Wehrbereichskommando IV „Süddeutschland“. Anders als bei den anderen Verteidigungsbezirkskommandos in Bayern blieb der Zuschnitt des Verteidigungsbezirks im Wesentlichen unverändert. Die unterstellten Verteidigungskreiskommandos wurden aufgelöst und seine Aufgabe teils den neu aufgestellten Kreisverbindungskommandos übertragen.

### Auflösung
Das Verteidigungsbezirkskommando wurde 2007 außer Dienst gestellt. Einige seiner Aufträge wurden dem neu aufgestellten Landeskommando Bayern und unterstellten Bezirksverbindungskommandos übertragen.

## Gliederung
Das Verteidigungsbezirkskommando umfasste wie die meisten Truppenteile des Territorialheeres nur wenige aktive Soldaten. Erst im Verteidigungsfall konnte das Verteidigungsbezirkskommando durch die Einberufung von Reservisten und die Mobilmachung eingelagerten und zivilen Materials auf eine Truppenstärke anwachsen, die etwa einer Brigade des Feldheeres entsprach. Die längste Zeit seines Bestehens untergliederte sich das Verteidigungsbezirkskommando abgeleitet von der zivilen Verwaltungsgliederung in Verteidigungskreiskommandos. Kern der infanteristisch geprägten Heimatschutztruppe waren das direkt unterstellte Heimatschutzregiment 86 „Altbayern“ und die den Verteidigungskreiskommandos nachgeordneten Heimatschutzkompanien.

## Verbandsabzeichen

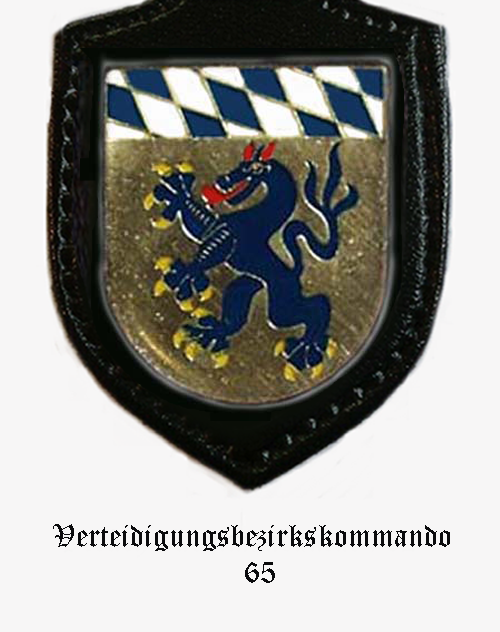
Internes Verbandsabzeichen des Stabes/Stabskompanie

Das Verteidigungsbezirkskommando führte aufgrund seiner Ausplanung als überwiegend nicht aktiver Truppenteil kein eigenes Verbandsabzeichen. Die wenigen aktiven Soldaten trugen daher das Verbandsabzeichen der Stabskompanie.
Als „Abzeichen“ wurde daher unpräzise manchmal das interne Verbandsabzeichen des Stabes und der Stabskompanie „pars pro toto“ für das gesamte Verteidigungsbezirkskommando genutzt. Als Hinweis auf den Stationierungsraum ähnelte das interne Verbandsabzeichen dem Wappen des Bezirks Oberbayern. Statt dem gekrönten Pfälzer Löwen aus dem Bezirkswappen wird beim internen Verbandsabzeichen der blaue Panther aus dem bayerischen Staatswappen abgebildet. Die bayrischen Rauten sind unverändert dem Bezirkswappen entnommen.